# Márggojávrre
Márggojávrre, enligt tidigare ortografi Markojaure, är en sjö i Gällivare kommun i Lappland och ingår i Luleälvens huvudavrinningsområde. Sjön har en area på 0,689 kvadratkilometer och ligger 860 meter över havet. Sjön avvattnas av vattendraget Márggojåhkå.

## Delavrinningsområde
Márggojávrre ingår i det delavrinningsområde (753782-155906) som SMHI kallar för Ovan 753909-155656. Medelhöjden är 1 037 meter över havet och ytan är 17,99 kvadratkilometer. Det finns inga avrinningsområden uppströms utan avrinningsområdet är högsta punkten. Svártijåhkå som avvattnar avrinningsområdet har biflödesordning 3, vilket innebär att vattnet flödar genom totalt 3 vattendrag  (Sårgåjåhkå, Stora Luleälven, Luleälven) innan det når havet efter 408 kilometer. Avrinningsområdet består mestadels av kalfjäll (95 procent). Avrinningsområdet har 0,89 kvadratkilometer vattenytor vilket ger det en sjöprocent på 4,9 procent.